# Oleksandr Chyschnjak
Oleksandr Oleksandrowytsch Chyschnjak (ukrainisch Олександр Олександрович Хижняк; englisch Oleksandr Khyzhniak; * 3. August 1995 in Poltawa) ist ein ukrainischer Boxer. 

## Erfolge
Chyschnjak gewann die Silbermedaille bei den Junioren-Europameisterschaften 2011 in Ungarn sowie die Goldmedaille bei den Junioren-Weltmeisterschaften 2012 in Armenien und die Bronzemedaille bei den Jugend-Europameisterschaften 2013 in den Niederlanden.
In der Elite-Klasse (Erwachsene) gewann er zudem eine Bronzemedaille bei den Europaspielen 2015 in Aserbaidschan. Nachdem er sich im Halbschwergewicht nicht für die Olympischen Spiele 2016 qualifizieren konnte und auch bei den Weltmeisterschaften 2015 nicht die Medaillenränge erreicht hatte, wechselte er ins Mittelgewicht.
Im März 2017 gewann er die U22-Europameisterschaften mit Siegen gegen Stephan Nikitin, Andrej Csemez, Salvatore Cavallaro, Dmitri Nesterow und Wiktor Deschkewitsch. Im Juni 2017 startete er zudem bei den Europameisterschaften und gewann auch hier die Goldmedaille, nachdem er sich gegen Mariusz Gnas, Benjamin Whittaker, Pjotr Chamukow, Salvatore Cavallaro und Kamran Şahsuvarlı durchgesetzt hatte. Er war anschließend für die Weltmeisterschaften 2017 in Hamburg qualifiziert, wo er ebenfalls die Goldmedaille gewann. Nach Siegen gegen Andrej Csemez, Benjamin Whittaker und Troy Isley war er ins Finale eingezogen, wo er Äbilchan Amanqul bezwang. Zudem wurde er mit dem Best Boxer Award als bester Boxer der Weltmeisterschaften ausgezeichnet.
2019 gewann er die Goldmedaille bei den Europaspielen in Minsk und besiegte dabei unter anderem erneut Andrej Csemez und Salvatore Cavallaro. 
Im Juni 2021 gewann er die europäische Olympiaqualifikation in Paris. Er besiegte dabei Kamran Şahsuvarlı, Lewis Richardson, Adam Chartoi, Arman Dartschinjan und im Finale den amtierenden Weltmeister Gleb Bakschi.
Bei den Olympischen Sommerspielen 2020 in Tokio errang er 2021 im Mittelgewicht die Silbermedaille. Nach Siegen gegen Yuito Moriwaki, Euri Cedeño und Eumir Marcial, war er im Finale durch K. o. gegen Hebert Conceição unterlegen.
2023 gewann er im Halbschwergewicht die Europaspiele in Krakau, nachdem er sich jeweils gegen Georgi Kuschitaschwili, Michail Tsamalidis, Kelyn Cassidy, Salvatore Cavallaro und Gabrijel Veočić durchgesetzt hatte. Damit hatte er sich für die Olympischen Spiele 2024 in Paris qualifiziert, wo er sich mit Siegen gegen Pylyp Akilov, Wanderley Pereira, Arlen López und Nurbek Oralbai die Goldmedaille sicherte.